# Hydrophilus
Pour les articles homonymes, voir Hydrophilus (homonymie).
Genre
Hydrophilus (les hydrophiles) est un genre de coléoptères de la famille des Hydrophilidae.

## Classement
Le genre Hydrophilus est décrit par Étienne Louis Geoffroy en 1762,.

## Espèces
- Hydrophilus aculeatus
- Hydrophilus acuminatus
- Hydrophilus ater
- Hydrophilus aterrimus
- Hydrophilus atricapillus
- Hydrophilus bilineatus
- Hydrophilus brevispina
- Hydrophilus caschmirensis
- Hydrophilus cavisternum
- Hydrophilus dauricus
- Hydrophilus hastatus
- Hydrophilus indicus
- Hydrophilus mesopotamiae
- Hydrophilus olivaceus
- Hydrophilus palpalis
- Hydrophilus piceus
- Hydrophilus pistaceus
- Hydrophilus rufocinctus
- Hydrophilus rufus
- Hydrophilus senegalensis
- Hydrophilus sternitalis
- Hydrophilus tricolor

## Espèces fossiles
Selon Paleobiology Database en 2023, les espèces fossiles sont au nombre de onze :
- †Hydrophilus antiquus, Oustalet 1874
- †Hydrophilus carbonarius, Heer 1847
- †Hydrophilus extricatus, Scudder 1900
- †Hydrophilus gaudini, Heer 1862
- †Hydrophilus kuntzeni, Zeuner 1931
- †Hydrophilus magnificus, Piton and Théobald 1939
- †Hydrophilus pergrandis, Zhang 1989
- †Hydrophilus pistaceus, Laporte de Castelnau 1840
- †Hydrophilus rottensis, Statz 1939
- †Hydrophilus spectabilis, Heer 1847
- †Hydrophilus vexatorius, Heer 1847[2]

## Galerie

Quelques espèces vivantes du genre Hydrophilus.
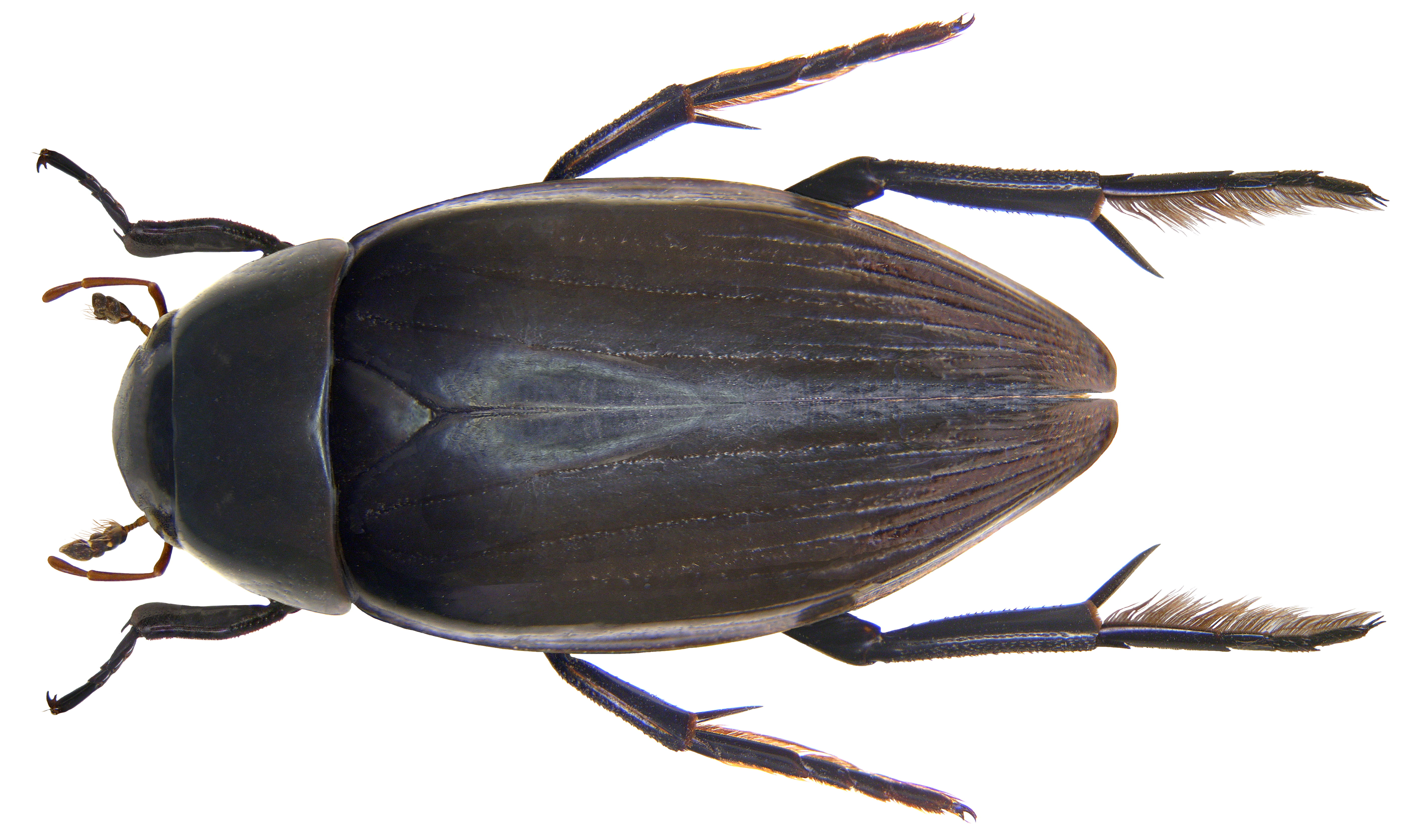
Hydrophilus piceus.
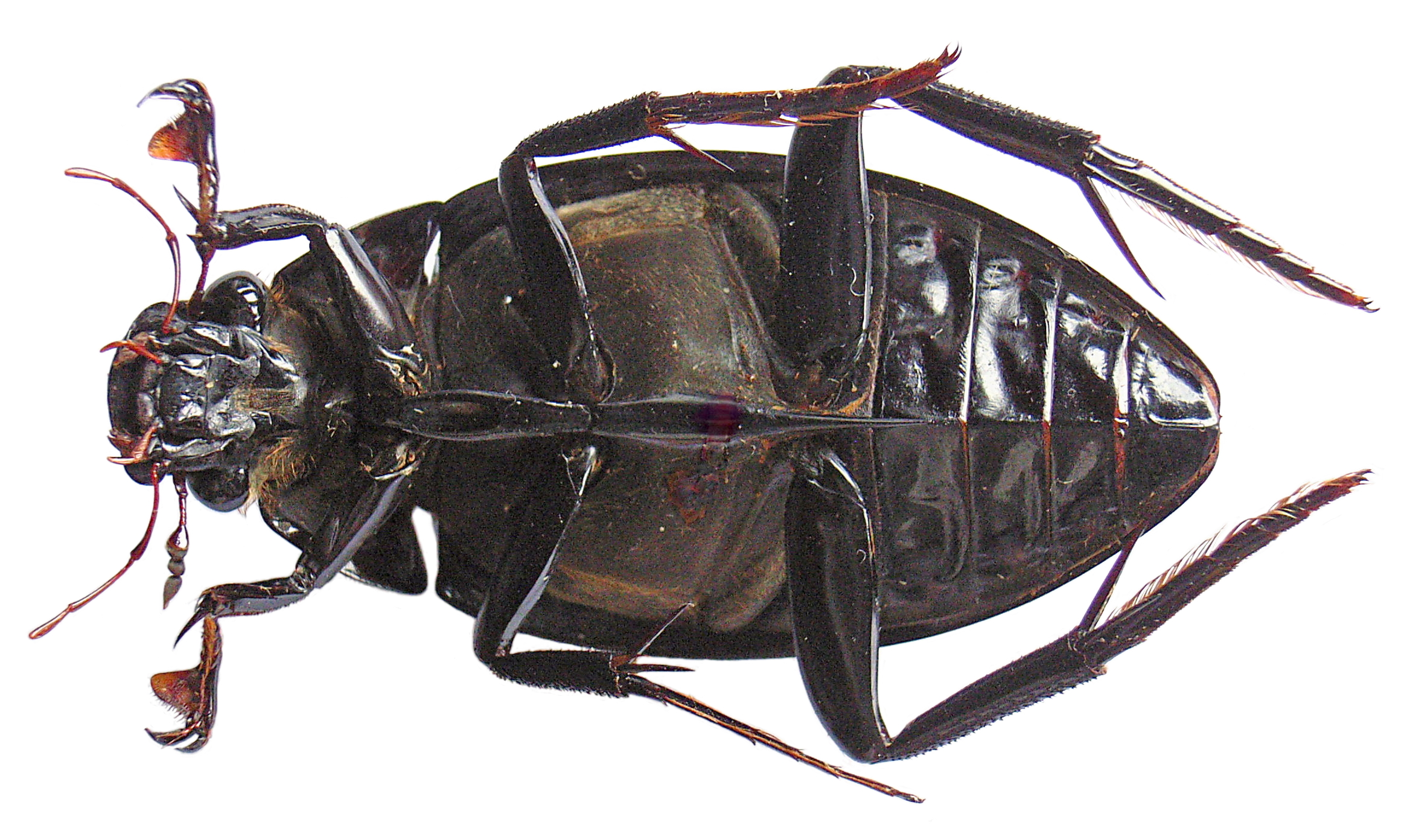
Hydrophilus piceus.
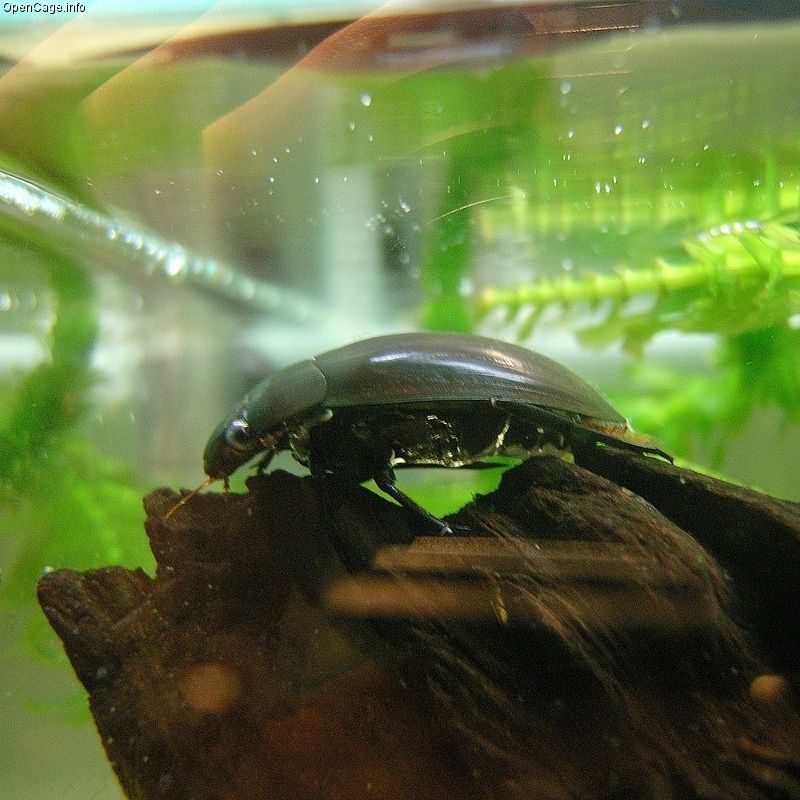
Hydrophilus acuminatus
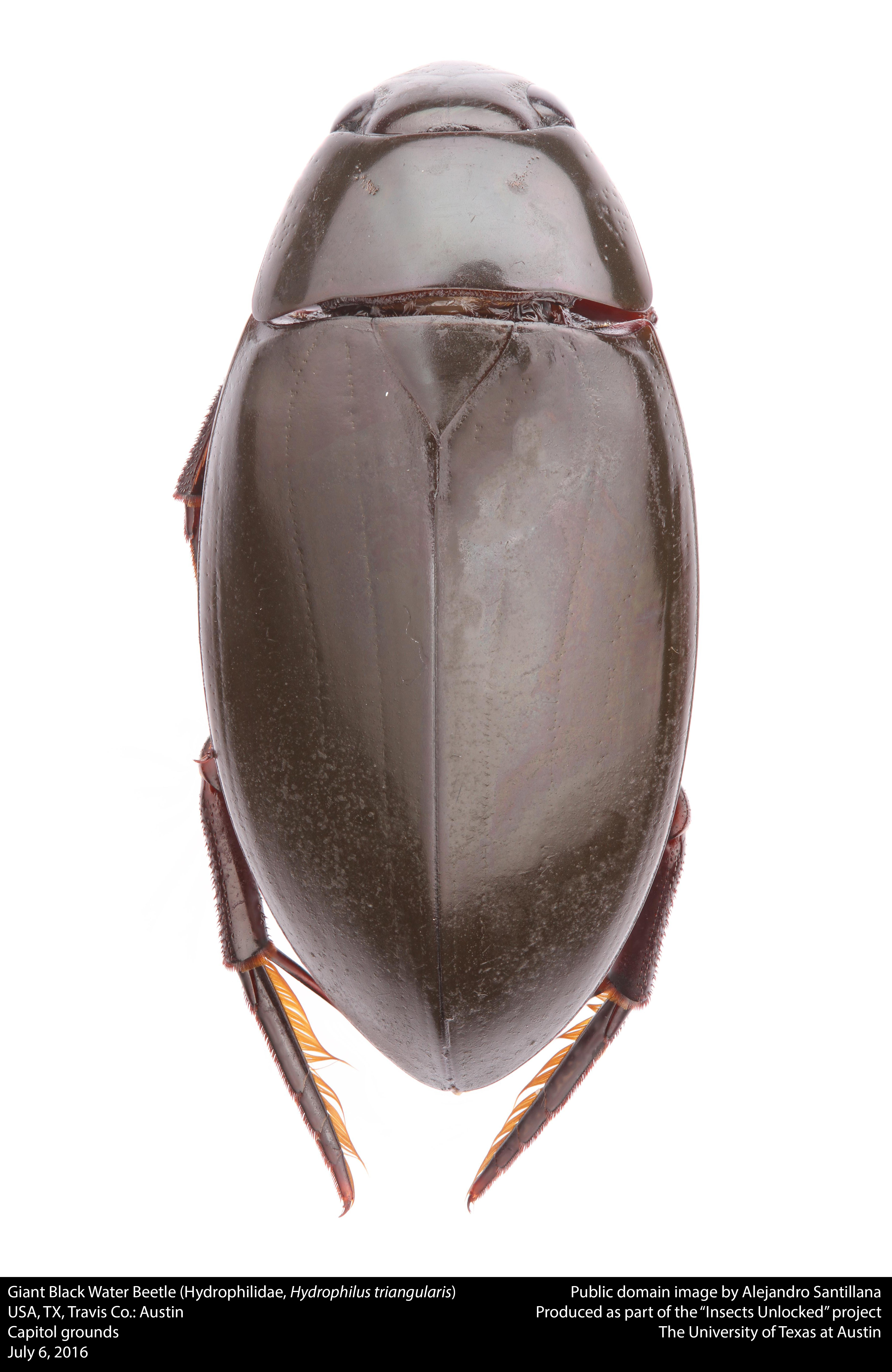
Hydrophilus triangularis.

### Publication originale
- E. L. Geoffroy, Histoire Abregée des Insectes qui se Trouvent aux Environs de Paris, vol. Tome Premier, 1762, 1-523 p.